# Općina Podlehnik
Općina Podlehnik (slo.:Občina Podlehnik) je općina u sjeveroistočnoj Sloveniji u pokrajini Štajerskoj.

## Zemljopis
Općina Podlehnik se nalazi u istočnoj Sloveniji na granici s Hrvatskom.

## Naselja u općini
Dežno pri Podlehniku, Gorca, Jablovec, Kozminci, Ložina, Podlehnik, Rodni Vrh, Sedlašek, Spodnje Gruškovje, Stanošina, Strajna, Zakl, Zgornje Gruškovje

## Vanjske poveznice
- Službena stranica općine